# 5248 Scardia
5248 Scardia eller 1983 GQ är en asteroid i huvudbältet som upptäcktes den 6 april 1983 av den belgiske astronomen Henri Debehogne och den italienske astronomen Giovanni de Sanctis vid La Silla-observatoriet. Den är uppkallad efter Marco Scardia.
Asteroiden har en diameter på ungefär 4 kilometer.